# Васса Железнова
«Васса Железнова» — трагедия Максима Горького, написанная в 1910 году и переработанная в 1935 году. Повествует о героине сложной судьбы — владелице пароходной компании, распаде большой семьи.

## История создания
В конце августа — начале сентября 1910 года Максим Горький отправил одному из редакторов журнала «Современник» заметку: «Написал пьесу о матери» (из архива А. М. Горького). Пьеса была впервые напечатана в «Сборнике товарищества „Знание“ за 1910 год», книга тридцать третья, СПБ. 1910, с подзаголовком «Сцены». Одновременно она вышла отдельной книгой с подзаголовками «Мать», «Сцены» в издательстве И. П. Ладыжникова, Берлин (без указания года издания).
После 1933 года Максим Горький отредактировал пьесу, а в 1935 году написал её «второй» вариант, где обострил тему классовой борьбы.
Первый вариант пьесы «Васса Железнова» был включён во все собрания сочинений Максима Горького.
Прототипом главной героини пьесы стала вдова нижегородского пароходчика и домовладельца купчиха Мария Капитоновна Кашина (1857—1916, в Нижнем Новгороде её дом сохранился в перестроенном виде). Семейная трагедия Кашиных почти полностью отражена в пьесе.

## Сюжет второй редакции
Пьеса рассказывает о жизни Вассы Железновой, богатой судовладелицы.
Формально, пьеса охватывает 2 дня из жизни главной героини, но по ходу действия раскрывается предыстория персонажей.
Васса Борисовна и ее старший брат Прохор Борисович — наследники известного купеческого рода Храповых. Когда-то юная Васса полюбила красавца капитана Железнова и, несмотря на то, что жених был старше ее на 18 лет, обладал неспокойным, агрессивным нравом — настояла на своём выборе перед роднёй и вышла за него замуж. С этого решительного шага и начался путь Вассы как натуры волевой, деятельной и властной.
Теперь Вассе 42 года, её мужу 60. Но именно Васса — глава пароходства Железновых и торгового дела, миллионерша, истинная глава семьи.
Ее старший брат Прохор, напротив, в жизни повиновался лишь своим слабостям и постепенно из наследника храповских капиталов превратился фактически в приживала у сестры. При этом, если бы не Васса, Прохор бы давно пропил и прогулял свою часть наследства, но сестра забрала и крепко держит долю Прохора в своих руках, не допуская его до дел, ушедших далеко вперёд. Впрочем, Васса неплохо содержит брата, и тот продолжает проводить дни в праздности, кутежах с зятем, Сергеем Железновым. Кроме того, у вполне пожилого Прохора связь с горничной Лизой, которая беременна от него, чего страшно стыдится и скрывает, — хотя в доме её положение уже не секрет. Прохор лебезит перед Вассой и при этом ненавидит её, считая себя не только обделённым финансово, но при этом ещё и лишенным шанса сделать карьеру актёра, к которой у него лежала душа.
У Вассы и Сергея Железновых родилось многочисленное потомство, но выжило только трое детей: старший сын Фёдор, дочери Наталья и Людмила.
Фёдор, предполагаемый наследник Железновых, живет за границей, у него слабое здоровье. Из реплик персонажей становится ясно, что Фёдор, влюбившись в еврейку и участницу революционного движения Рашель, такую же сильную женщину как и Васса, разошёлся с матерью во взглядах на своё будущее и не намерен заниматься делами пароходства. Вскоре из-за преследований властей Фёдор и Рашель уехали за границу на деньги Вассы. Их сына, своего внука Колю, Васса оставила пока у себя, Коля живёт в деревне, не разделяя скитальческую жизнь родителей. Рашель, признающая силу и решительность Вассы Железновой, презирает её как капиталистку, думающую только о прибыли, но берёт её деньги на революционную борьбу и, пока Фёдор болен, согласна на то, чтобы её сын жил у бабушки. На сцене Фёдор, в отличие от Рашели, не появляется.
Старшая дочь Железновых, Наталья, обладает сильным «храповским» характером. Но при этом она под влиянием отцовской разгульной жизни, материнской категоричной властности и общего богатства приобрела вздорный нрав и сама не знает, чего хочет: проводит дни в праздности, хочет, но не может учиться. Наталья в глубине души уважает мать, но ненавидит её; своего неугомонного отца она презирает и по-своему любит. Воля Натальи рассредоточена, она бесцельно живет в родительском доме на всем готовом.
Людмила, или «Людочка» для домашних — младшая дочь Железновых, полудевушка-полуподросток. Самый добрый, наивный и одинаково всех любящий член семьи, но при этом явно пребывающая не в себе барышня, которую расстраивают ссоры внутри семьи.
Также немаловажным персонажем в доме Железновых является Анна Оношенкова, помощница и секретарь Вассы.
Первый акт
Действие начинается ранним утром в кабинете Вассы, в котором она встречается с управляющим пароходством Гурием Коротких — дела идут хорошо, но Васса ведёт неустанную борьбу с конкурентами за прибыль.
Затем с тайным визитом приходит влиятельный член окружного суда Мельников. Он за огромное вознаграждение помогает хозяйке дома решить проблему уголовного дела, заведённого в отношении Сергея Железнова. 60-летний отец семейства сохранил своё богатырское здоровье и продолжает тратить его на попойки и разврат: в поисках «новых удовольствий» Сергей позволил себе посещать бордель с несовершеннолетними и попал в облаву.
До сего дня Вассе удавалось пока что сдерживать информацию о ведущемся расследовании, она через Мельникова раздала огромные взятки, чтобы «вытащить» Сергея. Но в то утро Мельников сообщает, что избежать суда не удастся: дело взял в руки новый, желающий сделать большую карьеру прокурор, которому нужны не деньги, а громкий процесс в отношении миллионера Железнова.
По-прежнему обещая Мельникову любые деньги за содействие, Васса тем не менее чётко сознаёт, что ее усилия тщетны и Железновым не удастся избежать скандала.
К матери приходит Людочка, но у неё пока нет времени приласкать дочь.
Она вызывает к себе горничную Лизу, упрекает её за плохую работу, требует пригласить в кабинет Сергея Петровича.
Мужу, приходящему в себя после очередного загула, Васса сообщает об итогах следствия. Сергей Железнов, под мужественной внешностью которого таится слабый и опустившийся человек, не может принять реальность, он пытается обвинить жену в том, что она «мало давала» и «довела его» до каторги, хотя очевидно, что это не так, и Сергей стал жертвой собственных пороков, а самой Вассе бесконечно противно происходящее. В Железновой борются сложные чувства. Когда-то она страстно любила Сергея и терпела ради своей любви унижения и измены. Она и теперь не вполне равнодушна к этому яркому, но слабому и запутавшемуся мужчине. Но честь семьи для Вассы, риск не выдать за приличных людей подросших дочерей, наконец, интересы пароходного дела — важней всего. Она начинает уговаривать Сергея избавить семью от позора, а себя от каторги и «принять порошок». Фактически, толкает мужа на самоубийство. Сергей в ужасе отказывается, он готов принять постриг, жить на каторге, лишь бы жить. Васса заклинает Сергея, попрекая его тем, что он всегда жил для себя, не думая о последствиях: Людмилу напугал, приведя в дом проституток, с тех пор она не в себе; Наталью испортил, приучив пить вино и жить ради удовольствий. Сергей продолжает отказываться от «порошка», но менее решительно… Васса оставляет его.
В гостиной встречаются Прохор и Наталья. Наталья сообщает, что, по сведениям от сына Мельникова, Евгения, с которым она водит компанию, отца все-таки будут судить за растление. Прохор страшится скандала, но также предвкушает позор Сергея, которому, несмотря на дружбу, завидовал, и очевидные проблемы сёстры, из которых ей уже не выкрутиться.
Наталья трезво рассуждает, что надо дать взятку побольше. Прохор отвечает, что мать уже столько дала — но ничего не помогло.
Горничная Лиза, мучающаяся от скрываемой беременности, рассказывает, что слышала какой-то разговор, и Васса Борисовна просила хозяина «принять порошок».
Появляется Людмила, потом сама Васса.
Несмотря на ласковость Людочки, ласкающейся к матери, атмосфера в доме сгущается. Неожиданно прибегает Лиза, обнаружившая тело мёртвого Железнова.
Наталья догадывается, что это самый выгодный исход дела, так как судить теперь некого. Внешне она остаётся равнодушной к этому факту.
Прохор, который после смерти Сергея понимает смысл разговора про «порошок», смотрит на сестру с ужасом и невольным восхищением: «Великан ты, Васса!»
Васса жестко обрывает Прохора — после того, как дело сделано, она не желает терпеть даже намеков на своё участие в убийстве или самоубийстве Сергея.
Второй акт
Со смерти Сергея Железнова проходит несколько недель. Васса обсуждает со своей помощницей Анной Оношенковой события недавнего прошлого — слухи, которые ходят в городе по поводу якобы угоревшей в бане горничной Лизы (на самом деле повесившейся, не вынеся позора своей беременности от Прохора), отношения Натальи с сыном Мельникова, флирт шофёра Пятёркина с Людочкой.
Неожиданно в доме появляется Рашель, невестка Вассы. Фёдор, её муж, сын Железновой, тяжело болен чахоткой, доживает последние месяцы. Рашель, известная в городе своей революционной деятельностью, по поддельным документам приехала, чтобы забрать сына Николая, хочет устроить её за границей у сестры. Но внук Коля — единственная надежда Вассы, её основной наследник, именно ему она, выделив дочерям хорошее приданое, собирается передать все дела и миллионное состояние.
Рашель приятна Вассе, она, не любя своего болезненного и безвольного сына, по-своему благодарна ей за то, что хотя бы Рашель её полюбила. Характер снохи, такой же несгибаемый, как и у самой Железновой, также импонирует миллионщице. Она знает, что и дочери любят свою невестку… Но весь вечер между Вассой и Рашель идёт непримиримая борьба…
Васса вынуждена ненадолго уехать из дома (дать взятку очередным чиновникам, арестовавшим её баржу), в её отсутствие Рашель наблюдает загул Прохора, морально развращающего племянниц, с цыганами и Пятеркиным. Узнав, что Рашель хочет забрать Колю и Прохор, и Наталья её поддерживают: только Прохор хочет досадить сестре, а Наталья считает, что в доме Железновых все сгнило и Колю действительно лучше увезти… Вернувшаяся Васса узнает и от Анны, и от Рашель о поведении своих близких. Между ней и Рашель опять происходит спор и о ребенке, и о ценностях. Рашель клеймит свекровь за то, что губит своих близких своей моралью, подчиненной лишь деньгам. Васса оппонирует Рашель: она не поклоняется наживе, но служит делу. Также миллионщица и её невестка затрагивают революционную борьбу: Рашель пророчит гибель того класса, к которому принадлежит свекровь, в результате революционных изменений; Васса же верит в изменения общества через развитие предпринимательства и технический прогресс.
…Васса призывает Анну и дает ей указания: Железнова, трезво оценивая характер Рашель и настроения членов своей семьи, решает выдать свою сноху жандармам, чтобы потом добиться отказа от притязаний на Колю. Анна должна поехать за границу к Федору и дождаться его конца… Она дает четкие инструкции Анне о том, как провернуть все дело с жандармами с утра пораньше…
Васса, несмотря на силу своего характера, глубоко страдает. Она любит своих детей, но сознает, что её дети — неудачники. Фёдор умирает, Наталья спивается, Людмила не от мира сего. Её борьба за Колю — борьба за будущее своего дела. Ради этого она принесла в жертву своего мужа, готова принести в жертву Рашель и всех остальных.
Но неожиданно сразу после вечернего чая Васса умирает в своем кабинете, и смерть разрушает все её планы. Прохор Храпов и Анна Оношенкова, даже не позаботившись о том, чтобы вынести тело покойной, начинают борьбу с целью захвата её бумаг и наличных денег, находящихся в кабинете. Оношенкова апеллирует к завещанию, согласно которому именно она назначена опекуном несовершеннолетних дочерей вперед вертопраха и алкоголика Храпова. При помощи Пятеркина Анна захватывает дела. Прохор и Наталья безуспешно пытаются помешать Анне. Судьба Коли всем безразлично: Анна не только не реализует план Вассы Борисовны по выдаче Рашель жандармом, но ещё и сама сообщает, где находится мальчик. Ясно, что вскоре и дело Вассы, ради которого она шла даже на преступления, пойдёт прахом… За суетой вокруг опекунства и денег смерть матриарха воспринимается скорее равнодушно, и только дочь Людмила оплакивает мать.

## Персонажи
- Васса Борисовна Железнова — владелица пароходной компании
- Сергей Петрович Железнов — муж Вассы, спившийся бывший капитан черноморского флота
- Прохор Борисович Храпов — брат Вассы, беспечный прожигатель жизни
- Наталья, Людмила — дочери Вассы
- Рашель Моисеевна Топаз — невестка Вассы, жена её сына Федора
- Анна Оношенкова — секретарша и помощница Вассы
- Лиза, Поля — горничные в доме Вассы
- Гурий Кротких — управляющий пароходной компанией Вассы
- Пятеркин — матрос, ухажёр Анны
- Мельников, член окружного суда, Евгений, его сын  — квартиранты

## Театральные постановки и экранизации

### Театр
- Васса Железнова — одна из крупнейших театральных ролей Фаины Раневской, была сыграна в Театре Красной Армии в 1936 году. Это была самая первая театральная постановка пьесы[1].
- В советское время пьеса «Васса Железнова» (второй её вариант) присутствовала в репертуаре большинства академических театров.
- Вера Пашенная, Серафима Бирман — прославленные исполнительницы главной роли.

- 1978 — Анатолий Васильев, приглашённый своим учителем Андреем Поповым в Театр Станиславского, ставит на его сцене один из лучших своих спектаклей — «Первый вариант „Вассы Железновой“» — и возвращает эту пьесу к жизни. Это была первая совершенно самостоятельная постановка Васильева, открывшая, вместе со «Взрослой дочерью молодого человека» русскому и мировому театру новые горизонты «театральности», а по мнению тогдашней советской критики — безоговорочно реабилитировавшая т. н. «метод Станиславского». В работе над «Первым вариантом „Вассы…“» сложился коллектив «васильевских» актёров-единомышленников, — Людмила Полякова, Альберт Филозов, Юрий Гребенщиков, — покинувших театр Станиславского после изгнания из него режиссёра… Васса — Елизавета Никищихина.
- 1997 — пьеса поставлена в Театре Сатиры на Васильевском. Вассу сыграла Антонина Шуранова[2].
- Пьеса (в её втором варианте) была поставлена во МХАТе в 2003 году[3]. В роли Вассы — Татьяна Доронина[4][5]
- Васса Железнова поставлена в БДТ им. Товстоногова. Режиссёр — Сергей Яшин[6], музыка — Н. А. Морозова. В роли Вассы Железновой — Светлана Крючкова[7].
- Премьера спектакля «Васса Железнова» в Ростовском Академическом Театре состоялась 20 октября 2006[8]
- Премьера спектакля «Васса Железнова» состоялась в МХТ им. Чехова 23 марта 2010 года. Режиссёр — Лев Эренбург, в роли Вассы — Марина Голуб[9].
- Премьера спектакля «Васса (Мать)» по первому варианту пьесы состоялась 7 июля 2012 года в Минусинском драматическом театре. Режиссёр — Алексей Алексеевич Песегов, художник — Светлана Ламанова, в роли Вассы — Галина Архипенкова.
- Премьера спектакля «Васса Железнова» состоялась в Челябинский государственный академический театр драмы имени Наума Орлова 22 марта 2013 года, Режиссёр — Марина Глуховская, художник — Юрий Наместников, в роли Вассы — Екатерина Зенцова.
- Премьера спектакля «Васса Железнова» состоялась в Тюменской государственной академии культуры, искусств и социальных технологий 19 апреля 2013 года, Режиссёр — Валерий Архипов, художник — Сергей Перепёлкин, в роли Вассы — Елена Орлова, Заслуженная артистка России.
- Премьера спектакля «Васса» (сцены по мотивам первого варианта пьесы «Васса Железнова») состоялась в Ведогонь-театре (Зеленоград-Москва) 25 апреля 2013 года. Режиссёр — Анатолий Ледуховский, художник — Светлана Архипова, в роли Вассы — Наталия Тимонина. (Спектакль получил Национальную театральную премию «Золотая маска» в номинации «Лучший спектакль малой формы» 2014 и Гран-при театрального фестиваля «Золотой витязь» 2014).
- Премьера спектакля «Васса» состоялась 28 сентября 2013 года в Русском драматическом театре «Мастеровые» города Набережные Челны. Режиссёр спектакля — Пётр Шерешевский, сценография и костюмы — Елена Сорочайкина, заслуженный работник культуры Республики Татарстан. В роли Вассы Железновой — Светлана Акмалова.
- Премьера спектакля «Васса Железнова» состоялась 30 марта 2018 года, спектакль был поставлен студией актёрского мастерства «ПЕРФОРМАНС» города Пыть-Ях, ХМАО-Югра. Режиссёр — Сорокендя Александр Валерьевич, в роли Вассы- Козачишина Нина Александровна.
- Премьера спектакля «Железнова Васса мать» состоялась 26 октября 2018 года в Свердловском государственном академическом театре драмы, Режиссёр — Уланбек Баялиев, в роли Вассы — Ирина Ермолова.
- На камерной сцене Тамбовского государственного академического ордена «Знак Почета» драматического театра 19 февраля 2019 года состоялась премьера спектакля «Васса железнова»[10]. Для постановки взята первая редакция пьесы от 1910 года. Режиссер-постановщик — Сергей Виноградов, художник-постановщик — Петр Анащенко, роль Вассы исполнила заслуженная артистка РФ Ирина Горбацкая.
- Спектакль «Васса» («Vassa») в октябре 2019 года поставлен в Almeida Theatre в Лондоне. Адаптирован Майком Бартлетом, режиссером выступил Тинуке Крейг. Роль Вассы сыграла Шивон Редмонд.
- Премьера спектакля «Васса Железнова» состоялась 28 октября 2022 года в Рыбинском драматическом театре, режиссер — Наталья Людскова, в роли Вассы Железновой — заслуженная артистка РФ Светлана Колотилова.
- Спектакль Владимира Фокина в Учебном театре ВГИКа (2022). Показ состоялся в рамках II Международного студенческого фестиваля дипломных спектаклей «ГИТИС fest»[11]
- Спектакль «Васса Железнова» поставленный по 2-й редакции в центре «Люди-Игры», г. Краснодар (2024). Режиссер-постановщик — Давид Джинчарадзе, роль Вассы исполнила Ольга Григорьева.

### Кино
По пьесе было снято несколько фильмов, в том числе зарубежных.
- В 1953 году пьеса была экранизирована режиссёром Леонидом Луковым[12]. В фильме снялись звёзды советского кино Михаил Жаров и Вера Пашенная[13].
- Мини-телесериал был создан кинематографистами ФРГ в 1963 году. Фильм назывался «Wassa Schelesnowa», в главной роли снялась знаменитая немецкая актриса Тереза Гизе[14].
- В 1972 году французским телевидением был показан одноименный мини-сериал режиссёра Пьера Баделя. В роли Вассы — Рози Варт[15].

- В 1982 году режиссёр Глеб Панфилов снял фильм «Васса» с Инной Чуриковой в главной роли. Маленького Колю в этой экранизации сыграл сын Чуриковой и Панфилова — Иван[16].

## Использованная литература
- Васса Железнова. (Мать)
- Татьяна Доронина сыграла Вассу Железнову
- Раневская Фаина Григорьевна — статья из Большой советской энциклопедии.